# 三層電解法

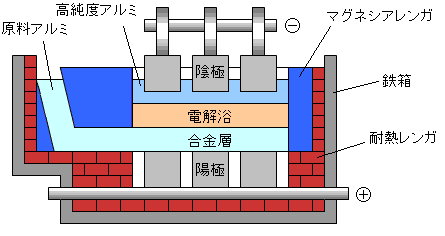
三層電解法

三層電解法（さんそうでんかいほう、trinal electrolytic process）とは、アルミニウムを高純化する電解法である。三層電解精製法とも呼ばれ、1901年にアメリカのフープスによって発明された。原料には純度99.85%のアルミニウムが使われ、アルミニウム1tあたり14,000 - 15,000 kWhの電力が必要となる。大量の電気を使うことから最近では電気の消費量の少ない偏析法が主流である。

## 歴史
1900 年アルコア社の電気技師であった W. Hoopes によって提案、アルコア社で研究が行われ、1919年に工業的生産法が開発された。W. Hoopes は1924年に亡くなり生前出願された1925年に登録された。
その後高純度のアルミニウム地金の開発はジュラルミンの発明に繋がったと考えられている。

## 電解槽
黒鉛の炉床に銅40%、アルミニウム60%の合金を溶融状態で貯留して全体を陽極とし、そのうえにフッ化バリウムをくわえて比重2.7以上に調整した氷晶石に飽和量のアルミナを加えたものを満たして電解浴とする。そのうえに溶融高純度アルミニウムと黒鉛陰極を置く。炉温を1000°C前後に保ち5 - 7Vの電流を通すと陽極アルミニウムが、浴を通して選択的に比重2.3の高純度アルミニウムとなって浮上し、陰極に析出する。純度99.98 - 99.998 % の高純度アルミニウムが得られる。
現在では住友化学により氷晶石よりも低融点の溶融塩を用いた方法が開発されている。この方法により炉温を750 - 800°Cに抑えることができる。

## 新技術/競合技術

### イオン液体、溶融塩
アルミナを熱で溶かすのではなくより低温のイオン液体、溶融塩に溶かす。莫大な熱量を節約でき5kWh/kgと従来の1/3の電力で精錬することも可能な革新的な精錬技術となりうる。